# Paraclytemnestra lineata
Paraclytemnestra lineata là một loài bọ cánh cứng trong họ Cerambycidae.